# Aurora-Klasse (1974)
Die Aurora-Klasse ist eine aus zwei Einheiten bestehende Fährschiffsklasse des Alaska Marine Highway Systems.

## Geschichte
Der Schiffstyp wurde von Nickum & Spalding Associates in Seattle entworfen. In den 1970er-Jahren wurden zwei Einheiten auf der Werft Peterson Builders in Sturgeon Bay im US-Bundesstaat Wisconsin für den Alaska Marine Highway gebaut. Die Kiellegung der ersten Fähre erfolgte am 2. Oktober 1972, der Stapellauf am 26. Mai 1973. Die auf den Namen LeConte getaufte Fähre wurde im April 1974 abgeliefert. Die zweite und auf den Namen Aurora getaufte Fähre wurde etwas später gebaut und im Mai 1977 abgeliefert.
Die Schiffe werden in erster Linie in dem in der Alaska Panhandle liegenden Alexanderarchipel als nördlichen Teil der hier zu Alaska gehörenden Inside Passage eingesetzt. Aufgrund ihrer Abmessungen können sie hier auch kleinere Häfen anlaufen. Teilweise kommen sie auch im Bereich des Prinz-William-Sunds zum Einsatz.
Aufgrund des Alters der in den 1970er-Jahren gebauten Schiffe waren Ende 2019 umfangreichere Reparaturen an den Schiffen nötig. Da nicht genügend Geld für die fälligen Reparaturen an beiden Schiffen zur Verfügung stand, wurde die Aurora aus der Fahrt genommen und aufgelegt.

## Beschreibung
Die Schiffe werden von zwei Zwölfzylinder-Dieselmotoren des Herstellers General Motors mit jeweils 1604 kW Leistung angetrieben. Die Motoren wirken über Untersetzungsgetriebe auf zwei Propeller. Für die Stromerzeugung stehen zwei von Caterpillar-Dieselmotoren mit jeweils 435 kW Leistung angetriebene Electric-Motors-Generatoren zur Verfügung.
Die Schiffe verfügen über ein Fahrzeugdeck auf dem Hauptdeck. Dieses ist über eine Heckrampe sowie Pforten auf beiden Seiten der Schiffe im Bugbereich zugänglich. Die Fahrzeugkapazität beträgt 33 Pkw.
Die Einrichtungen für die Passagiere befinden sich auf den beiden über dem Fahrzeugdeck liegenden Decks. Auf dem direkt über dem Fahrzeugdeck liegenden Deck befinden sich ein Aufenthaltsraum mit Sitzgelegenheiten im vorderen Bereich der Schiffe sowie ein Selbstbedienungsrestaurant im hinteren Bereich der Schiffe. Auf dem Deck darüber befindet sich im hinteren Bereich der Schiffe ein teilweise gedecktes Sonnendeck. Im vorderen Bereich ist die Brücke untergebracht. Die Passagierkapazität der Fähren ist mit 225 (LeConte) bzw. 250 (Aurora) angegeben. Die Besatzungsstärke beträgt 24 Personen.

## Schiffe
| Aurora-Klasse | Aurora-Klasse | Aurora-Klasse | Aurora-Klasse | Aurora-Klasse |
| Bauname       | Baunr.        | IMO-Nummer    | Ablieferung   |               |
| ------------- | ------------- | ------------- | ------------- | ------------- |
| LeConte       | 9175          | 7318925       | April 1974    |               |
| Aurora        | 9335          | 7502332       | Mai 1977      |               |

Die Schiffe fahren unter der Flagge der Vereinigten Staaten. Die LeConte wurde in Juneau registriert, die Aurora in Hoonah.
Die LeConte ist nach dem LeConte-Gletscher, die Aurora nach dem Aurora-Gletscher benannt.